# Dwergtonijnen
Dwergtonijnen (Euthynnus) is een vissengeslacht, ingedeeld in de familie van de Makrelen (Scombridae).
De naam van dit geslacht is een samenstelling van het Griekse woord "eu", wat "goed" betekent en "Thynnos", wat Tonijn betekent.

## Soorten
Er zijn in totaal drie nog levende soorten die binnen dit geslacht vallen: 
- Euthynnus affinis (Cantor, 1849) – Oostdwergtonijn
- Euthynnus alletteratus (Rafinesque, 1810) – Dwergtonijn
- Euthynnus lineatus Kishinouye, 1920 – Zwarte dwergtonijn